# Calle de López de Hoyos
La calle de López de Hoyos es una vía pública de la ciudad de Madrid. Discurre en sentido oeste-este desde su intersección con el paseo de la Castellana hasta su término en la plaza de los Santos de la Humosa, atravesando los distritos de Chamartín, Ciudad Lineal, Hortaleza y Salamanca, así como los barrios de Castellana, El Viso, Prosperidad, Ciudad Jardín, Colina, Canillas y Pinar del Rey. Los impares de la calle van del 1 al 409 mientras que los pares van del 2 al 504.

## Historia
Esta calle, antiguo camino entre Madrid y el pueblo de Hortaleza, aparece en Las calles de Madrid. Noticias, tradiciones y curiosidades (guía publicada en 1889) como calle de López de Hoyos y localizada en el ensanche del distrito de Buenavista, como vía de «apertura reciente»; aunque Pedro de Répide,
Isabel Gea y otras fuentes más modernas dicen que tomó tal nombre en sesión municipal celebrada el 15 de septiembre de 1905; en cualquier caso, en memoria de Juan López de Hoyos, presbítero y maestro de Miguel de Cervantes.
El tramo inicial de esta calle –presentada a menudo como una de las más largas de Madrid–, entre la Castellana y Hermanos Bécquer se llamó antes calle del Jardinillo que hubo en torno a la antigua Fonda de la Castellana, extramuros de la villa.
Durante casi todo el siglo xx, López de Hoyos fue la vía vertebradora central del moderno arrabal de Prosperidad, para pasar a ser luego el límite septentrional del barrio administrativo del mismo nombre. Es característico el dato de que en la década de 1920 llegó a haber más de 25 vaquerías en la calle.
En 1993 tuvo lugar un atentado de la banda terrorista ETA en la intersección de la calle con la calle Joaquín Costa, causando 7 muertos y 25 heridos.

## Edificios notables
Entre los edificios destacados de la vía se encuentran el mercado municipal de Prosperidad (n.º 81) o las iglesias del Sagrado Corazón (n.º 73), y la de Santa Matilde (n.º 166, inaugurada en 1930).